# Nacer Bouiche
Nacer Bouiche (ar. ناصر بويش; ur. 16 maja 1963 w Algierze) – algierski piłkarz grający na pozycji napastnika. W swojej karierze rozegrał 16 meczów i strzelił 5 goli w reprezentacji Algierii.

## Kariera klubowa
Swoją karierę piłkarską Bouiche rozpoczął w klubie CM Belcourt. W sezonie 1980/1981 zadebiutował w jego barwach w pierwszej lidze algierskiej. W 1983 roku przeszedł z niego do JE Tizi-Ouzou. Wraz z nim czterokrotnie został mistrzem Algierii w sezonach 1984/1985, 1985/1986, 1988/1989 i 1989/1990 oraz wicemistrzem w sezonie 1987/1988. Zdobył też Puchar Algierii w sezonie 1985/1986 i Puchar Mistrzów Afryki w sezonie 1989/1990. W sezonach 1983/1984 i 1985/1986 został królem strzelców algierskiej ekstraklasy.
Latem 1990 Bouiche przeszedł do węgierskiego Ferencvárosi TC, z którym w sezonie 1990/1991 został wicemistrzem Węgier oraz zdobył Puchar Węgier. W sezonie 1991/1992 grał w AS Red Star w drugiej lidze francuskiej, a w sezonie 1992/1993 w Paris FC w trzeciej lidze francuskiej. W sezonie 1993/1994 ponownie był piłkarzem Ferencvárosi TC, a w sezonie 1994/1995 - Qatar SC, w którym zakończył karierę.

## Kariera reprezentacyjna
W reprezentacji Algierii Bouiche zadebiutował 17 lutego 1986 roku w zremisowanym 0:0 towarzyskim meczu z Arabią Saudyjską, rozegranym w Al-Chubar. W tym samym roku powołano go do kadry na Puchar Narodów Afryki 1986, na którym zagrał jeden raz, w grupowym meczu z Marokiem (0:0). Wcześniej, w 1984 roku, był w kadrze na Puchar Narodów Afryki 1984, na którym Algieria zajęła 3. miejsce, jednak nie zagrał w nim ani razu.
W 1990 roku został powołany do kadry na Puchar Narodów Afryki 1990. Na tym turnieju rozegrał jeden mecz, grupowy z Egiptem (2:0). Z Algierią wywalczył mistrzostwo Afryki. Z kolei w 1992 roku wystąpił w jednym meczu grupowym Pucharu Narodów Afryki 1992 z Kongiem (1:1), w którym strzelił gola.
Od 1986 do 1992 roku rozegrał w kadrze narodowej 16 meczów i strzelił 5 goli.